# Aedes wardangensis
Aedes wardangensis är en tvåvingeart som beskrevs av Brust, Ballard och Driver 1998. Aedes wardangensis ingår i släktet Aedes och familjen stickmyggor. Inga underarter finns listade i Catalogue of Life.